# MusiXTeX
MusiXΤΕΧ (обычным текстом — MusiXTeX) — набор макросов и шрифтов для ΤΕΧ, позволяющий верстать ноты.

## История
Первые макросы для вёрстки нот в ΤΕΧ появились в 1987 (MuΤΕΧ) и ограничивалась одним нотоносцем. Система использовала большое количество символов для формирования лиг и «клей» ΤΕΧ-а для управления горизонтальным положением элементов и их выравниванием.
В 1991 году Daniel Taupin создал MusicΤΕΧ. Эти макросы позволяли использовать одновременно нескольких нотоносцев, но управлять горизонтальным положением объктов стало сложнее, требовалось большое количество исправлений, чтобы добиться вывода партитуры с правильными расстояниями до и после тактовой черты. В MusicΤΕΧ использовалась однопроходная компиляция.
В 1997 году проблема правильных расстояний была решена в пакете MusiXΤΕΧ, включающем в себя внешнее приложение musixflx, управляющее горизонтальными расстояниями. Для получения правильного оформления партитуры требуются три прохода — ΤΕΧ, musixflx и снова ΤΕΧ.

## Трёхпроходная система
При компиляции ΤΕΧом исходного файла file.tex, содержащего ноты, генерируется file.mx1, содержащий информацию о длине нотоносцев и тактов. Этот файл обрабатывается программой musixflx, которая определяет расстояния между нотами для каждого такта и записывает их в file.mx2, который используется при финальной компиляции ΤΕΧом. При любых изменениях в партитуре, затрагивающих горизонтальные расстояния, необходимо удалять file.mx2 и выполнять все три прохода заново, иначе достаточно только одной компиляции в ΤΕΧ.

## Недостатки
Единственным существенным недостатком MusixΤΕΧ является сложность языка разметки. В руководстве пользователя читателям, не обладающим знанием ΤΕΧ, рекомендуется использовать другое программное обеспечение для вёрстки партитур. Также, некоторые редко используемые возможности (например, возможность объединять одной фигурной скобкой нотоносцы нескольких инструментов) вынесены в отдельные макросы, которые необходимо скачивать и устанавливать дополнительно.

## Препроцессоры
Для быстрого написания определённых типов партитур, а также для тех, кому сложно запоминать синтаксис MusiXΤΕΧ, созданы специальные программы, позволяющие генерировать файлы MusiXΤΕΧ из более простых исходных текстов, а также из midi-файлов. Они доступны на официальном сайте.